# Lorenzo Sommariva
Pour les articles homonymes, voir Sommariva.
Lorenzo Sommariva, né le 5 août 1993 à Gênes, est un snowboardeur italien. Il compte deux victoires en coupe du monde.

## Palmarès

### Jeux olympiques
| Épreuve / Édition | Pyeongchang 2018 |
| Snowboardcross    | 26e              |

### Championnats du monde
| Épreuve / Édition          | Sierra Nevada 2017 | Idre Fjäll 2021 |
| Snowboardcross             | 38e                | 19e             |
| Snowboardcross par équipes | -                  | 2e              |

### Coupe du monde
- Meilleur classement en snowboardcross : 2e (en 2020)
- 8 podiums dont 3 victoires.

### Différents classements en Coupe du monde
Lorenzo Sommariva évolue en coupe du monde depuis 2014.
| Saison | Saison | Snowboardcross | Snowboardcross |
| Saison | Saison | Classement     | Points         |
| ------ | ------ | -------------- | -------------- |
| 2014   | 2014   | 37e            | 307            |
| 2015   | 2015   | 29e            | 269            |
| 2016   | 2016   | 39e            | 419,20         |
| 2017   | 2017   | 15e            | 1240           |
| 2018   | 2018   | 26e            | 1332,60        |
| 2019   | 2019   | 18e            | 887,90         |
| 2020   | 2020   | 2e             | 3450           |
| 2021   | 2021   | 6e             | 246            |

#### Détail des victoires
En huit saisons Lorenzo Sommariva remporte deux victoires en coupe du monde :
| Édition / Épreuve | Snowboardcross     |
| 2019-2020         | Cervinia Big White |
| 2021-2022         | Reiteralm          |